# Isidoro San José
Isidoro San José Pozo (Madrid, 27 oktober 1955) is een voormalig Spaans voetballer. San José, die het grootste gedeelte van zijn carrière voor Real Madrid speelde, was een verdediger.

## Carrière

### Clubcarrière
San José werd geboren in Madrid. Hij sloot zich op twaalfjarige leeftijd aan bij de jeugdopleiding van Real Madrid. Na enkele jaren bij Real Madrid Castilla, het beloftenelftal van de club, stroomde San José door naar het eerste elftal. De Madrileen zou uiteindelijk 271 officiële wedstrijden voor de club spelen (waarvan 183 in de competitie, 42 in de beker en 32 in Europa). Dit leidde tot vier landstitels, vier bekeroverwinningen en twee UEFA Cups. San José viel in 1983 in tijdens de verloren Europacup II-finale tegen Aberdeen FC, twee jaar eerder was hij tijdens de verloren Europacup I-finale tegen Liverpool FC op de bank gebleven.
De doorbraak van Chendo, net als San José een jeugdproduct van Real Madrid, leidde ertoe dat de speelkansen van San José slonken. In 1986 verliet hij Real Madrid voor RCD Mallorca, waar hij één seizoen speelde. In 1987 stopte hij met voetballen.
San José bleef na zijn spelerscarrière evenwel met Real Madrid verbonden: samen met Enrique Magdaleno, met wie hij in de jeugd van Real Madrid had samengespeeld, organiseerde hij in samenwerking met de club voetbalkampen.

### Interlandcarrière
San José maakte op 30 november 1977 zijn carrière voor Spanje in de WK-kwalificatieinterland tegen Joegoslavië. Hij werd uiteindelijk geselecteerd voor dat WK, waar hij in alle drie de groepswedstrijden van Spanje in actie kwam. Eerder had hij met zijn land al deelgenomen aan de Olympische Spelen van 1976.

## Erelijst
| Primera División | 4x | 1977/78, 1978/79, 1979/80, 1985/86 |
| Copa del Rey     | 3x | 1974, 1980, 1982                   |
| Copa de la Liga  | 1x | 1985                               |
| UEFA Cup         | 2x | 1984/85, 1985/86                   |

1 Arconada ·
2 De la Cruz ·
3 Uría ·
4 Asensi ·
5 Migueli ·
6 Biosca ·
7 Dani ·
8 Juanito · 
9 Quini ·
10 Santillana ·
11 Cardeñosa ·
12 Guzmán ·
13 Miguel Ángel ·
14 Leal ·
15 Marañón ·
16 Olmo ·
17 Marcelino ·
18 Pirri  ·
19 Rexach ·
20 Cano ·
21 San José ·
22 Urruti ·
Coach: Kubala